# Claus Peter Flor
Claus Peter Flor (* 16. März 1953 in Leipzig) ist ein deutscher Dirigent.

## Leben und Karriere
Seine Ausbildung begann Flor am Robert-Schumann-Konservatorium in Zwickau, wo er Violine und Klarinette spielen lernte. Ab 1968 studierte er an der Hochschule für Musik Franz Liszt Weimar. Später setzte er sein Studium an der Hochschule für Musik „Felix Mendelssohn Bartholdy“ Leipzig fort und legte dort sein Staatsexamen im Fach Violine ab. Er begann ein Dirigentenstudium bei Rolf Reuter und danach in der Dirigierklasse von  Kurt Masur, wo er auch das Staatsexamen verteidigte. 1979 erhielt er für ausgezeichnete Leistungen das Mendelssohn-Stipendium vom Ministerium für Kultur.
1981 wurde er Chefdirigent der Thüringer Philharmonie Suhl. 1984 wurde er Chefdirigent und 1985 Generalmusikdirektor des Berliner Sinfonie-Orchesters (BSO). Dieses Amt hatte er bis 1992 inne. Flor brachte in dieser Zeit u. a. Werke von Günter Kochan zur Uraufführung. Mit dem BSO unternahm er zahlreiche Gastspielreisen u. a. nach Polen, Bulgarien, Großbritannien, in die Schweiz, nach Österreich, Schweden, Frankreich, Japan und in die USA. 1988 dirigierte er die Berliner Philharmoniker. Bei der Philharmonia London war er von 1991 bis 1994 Gastdirigent und parallel dazu ab 1991 im Tonhalle-Orchester Zürich.
Er erhielt zahlreiche Preise auf internationalen Wettbewerben, u. a. in Polen, Dänemark und Großbritannien.
Er war Mitglied des Kuratoriums Schauspielhaus Berlin (heute Konzerthaus Berlin) unter der Leitung von Peter Schreier.
Von 2008 bis 2014 war er Musikdirektor des Malaysian Philharmonic Orchestra in Kuala Lumpur, Malaysia.